# Нововасилевский сельский совет (Софиевский район)
Нововасилевский сельский совет (укр. Нововасилівська сільська рада) — входит в состав
Софиевского района
Днепропетровской области
Украины.
Административный центр сельского совета находится в 
с. Нововасилевка.

## Населённые пункты совета
- с. Нововасилевка
- с. Базавлучок
- с. Жёлтое
- с. Новые Ковна
- с. Нововитебское
- с. Новоподольское
- с. Отрубок
- с. Терноватка